# Il cuore grande delle ragazze
Il cuore grande delle ragazze è un film italiano del 2011 diretto da Pupi Avati.
Il film fu presentato in concorso al Festival del Cinema di Roma del 2011.

## Trama
Anni trenta. Due famiglie, una contadina e povera (i Vigetti), l'altra ricca e possidente (gli Osti) combinano per interesse il matrimonio tra il figlio maschio della prima e una delle figlie della seconda. Carlino Vigetti, il figlio dei fittavoli, giovane non molto sveglio, sempre in cerca di avventure con le donne del paese, e dal curioso alito al biancospino (dote questa che solo le ragazze avvertono), potrà scegliere tra Maria e Amabile Osti, altrimenti destinate entrambe ad un avvenire da zitelle: in cambio avrà una moto Guzzi e il rinnovo per dieci anni del contratto di mezzadria per la sua famiglia. Ma non tutto andrà come previsto dai genitori. Quando Carlino va a trascorrere del tempo in compagnia delle ragazze - tutte le sere, un'ora ogni sera per un mese - incrocia Francesca, figlia della seconda moglie di Sisto Osti, di ritorno da Roma dove studia, e se ne innamora perdutamente.

## Riconoscimenti
- 2011 - Festival internazionale del film di Roma
  - Candidatura Marc'Aurelio d'oro per il miglior film
- 2012 - Nastro d'argento
  - Migliore attrice protagonista a Micaela Ramazzotti
  - Candidatura Migliori costumi a Katia Dottori